# Never 7: The End of Infinity
Never 7: The End of Infinity är ett datorspel i genren visuell roman som utvecklades av KID. Det gavs först ut av KID den 23 mars 2000 till Playstation under namnet Infinity, och har sedan givits ut till flera plattformar. Spelet är den första delen i spelserien Infinity; det följs av Ever 17: The Out of Infinity, Remember 11: The Age of Infinity, 12 Riven: The Psi-Climinal of Integral och Code_18.
I spelet tar spelaren rollen som Makoto Ishihara, en college-student som deltar i ett seminarieläger på en ö tillsammans med tre andra studenter; han blir även vän med tre andra personer som han möter på ön. Spelet äger rum under en vecka, och består av att spelaren läser handlingen och ibland gör val som påverkar den riktning som handlingen tar. På den sjätte dagen i handlingen dör en av spelets kvinnliga figurer, och spelet flyttas tillbaka i tiden till början, vilket låter spelaren använda kunskap som han eller hon har lärt sig under de första sex dagarna för att göra nya val, för att försöka undvika figurens död.
Spelet regisserades av Takumi Nakazawa, planerades och skrevs av Kotaro Uchikoshi och komponerades för av Takeshi Abo. Uchikoshi inkluderade science fiction-teman i spelet, men kunde inte göra stor användning av dem då hans överordnade på KID ansåg att spelet skulle behöva fokusera på söta kvinnliga figurer för att sälja. Abo komponerade musik baserat på sina första intryck efter att ha läst spelets berättelse, med fokus på dess "emotionella flöde". På grund av spelets teoretiska teman och science fiction-teman komponerade han "geometrisk musik".
En recensent på RPGFan hyllade spelet för dess handling, dess "intima omfång" och dess musik, medan en skribent för Famitsu ansåg att spelets stämning var tråkigt. Då science fiction-elementen uppskattades av kritiker förflyttade sig senare delar i seren iväg från dejting-temat och fokuserade allt mer på science fiction. Playstation Portable-versionen av spelet var årets 967:e bäst säljande datorspel år 2009 i Japan.

## Spelupplägg

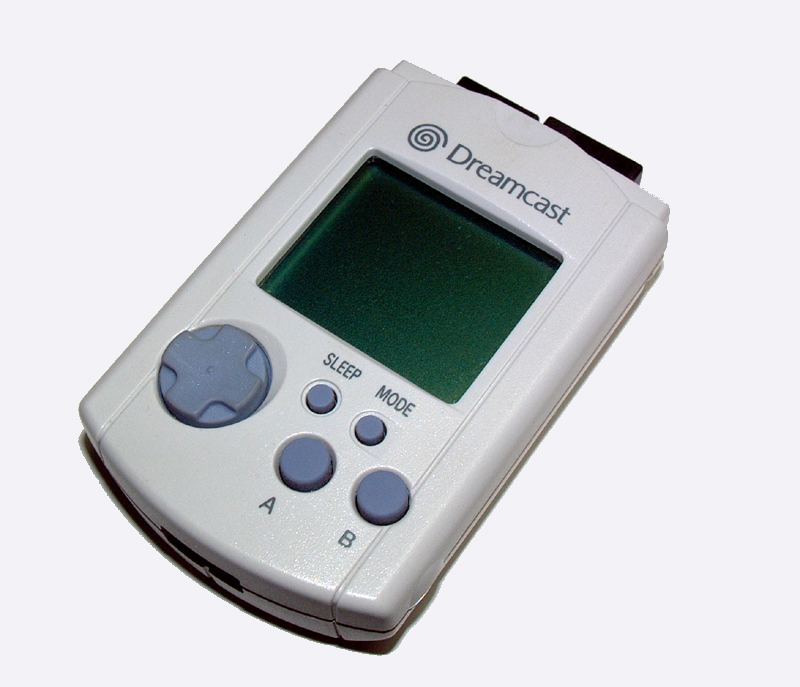
I Dreamcast-versionen indikeras spelarens relation till de kvinnliga figurerna via en mätare på konsolens Visual Memory Unit.

Never 7 är en visuell roman i vilken spelaren läser berättelsen och trycker på en knapp för att förflytta sig framåt genom texten. Vid vissa tillfällen får spelaren göra val som påverkar riktningen för handlingen; de här valen involverar att välja vilken plats spelarfiguren ska förflytta sig till och vad han ska säga, men även mer subtila val såsom huruvida han ska se en flicka i ögonen eller ta hennes hand. Spelet ses från ett förstapersonsperspektiv, med förrenderade bakgrunder och tvådimensionella figurporträtt som visas tillsammans med texten. Grafiken består främst av stillbilder, men figurerna byter ofta ansiktsuttryck medan de talar.
Efter att sex dagar har passerat i spelets handling förflyttar sig spelet bakåt i tiden till början, vilket tillåter spelaren att göra nya val baserat på det han eller hon har lärt sig under de första sex dagarna för att försöka förhindra att vissa händelser inträffar. Beroende på vilka val spelaren gör slutar spelet antingen på ett "dåligt slut" på den sjätte dagen, eller fortsätter till ett "bra slut" på den sjunde dagen. När spelaren spelar om delar av spelet kan han eller hon använda en snabbspolningsfunktion för att ta sig förbi textsektioner som han eller hon redan har läst. Efter att ha spelat klart spelet görs ett bildgalleri och ett musiktest tillgängligt i ett omake-läge. Spelet inkluderar även ett "Append Story"-läge i vilket spelaren kan spela nya scenarion som laddas ned från utvecklarens webbsida.
I Dreamcast-versionen av spelet visas en mätare på konsolens Visual Memory Unit, som indikerar hur det går för spelaren med hans eller hennes relation till de kvinnliga figurerna: den visar tre rutor som har hjärtan inuti när det går bra för spelaren. I Playstation Portable-versionen har spelaren tillgång till ett uppslagsverk som förklarar olika nyckelord som används i spelet. I Android-versionen får spelaren poäng genom spelets gång som kan användas för att låsa upp applikationer, såsom en miniräknare, en almanacka och minispel.

## Handling

### Miljö och figurer
Never 7 utspelar sig under en vecka, den 1–7 april 2019. Huvudpersonen är Makoto Ishihara, en college-student och skolkare som bara sällan deltar i lektioner. På grund av detta måste han delta i ett seminarieläger på en avlägsen ö för att kunna gå vidare till nästa årskurs. Tre andra studenter är med på lägret: Yuka Kawashima, gruppens ledare; Haruka Higuchi, en tyst flicka; och Okuhiko Iida, en rik playboy som är arvingen till Iida Financial Group. Makoto möter även tre flickor som inte är med på lägret: den rika flickan Saki Asakura; och systrarna Kurumi och Izumi Morino, som tillfälligt driver kaféet Lunabeach på ön. De sju personerna finner att de inte kan lämna ön på en hel vecka på grund av en tropisk storm, och blir vänner.

### Intrig
Spelet börjar den 1 april, när Makoto vaknar från en mardröm om att en flicka dör den 6 april med en bjällra i handen. Veckan fortsätter, och han upplever vid flera tillfällen att han förutser framtiden; alla dessa förutsägelser blir till verklighet. Beroende på spelarens val kommer Makoto närmare en av flickorna, och den 5 april förgrenar sig berättelsen till olika "rutter" som fokuserar på den flicka Makoto är nära. I varje rutt dör den flicka han var nära den 6 april med en bjällra i handen. Efter detta upptäcker Makoto att han har förflyttats bakåt i tiden till den 1 april, med minnen av de föregående sex dagarna. Han drar slutsatsen att han är fast i en oändlig tidsloop och svär att han ska hålla flickan vid liv och bryta sig fri från loopen. Han bygger upp sitt förhållande med henne igen och hjälper henne med de känslomässiga problem hon har. Den 6 april hamnar hon i en situation liknande den där hon dog i den föregående loopen, men Makoto räddar henne, bryter sig fri från loopen och blir hennes pojkvän.
Efter att ha slutfört Yuka, Haruka, Saki och Kurumis rutter får spelaren tillgång till rutten "Izumi Cure", i vilken Makoto får reda på att Izumi och Okuhiko hade lurat honom att tro att hans förutsägelser var sanna. Makoto konfronterar Izumi, varefter både han och Izumi faller ner från en klippa. De förflyttas bakåt i tiden, och båda behåller sina minnen av de föregående sex dagarna. Makoto accepterar att han har rest i tiden, och Izumi avslöjar att hon är professorn som har hand om seminarielägret, och att händelserna under den förflutna veckan var en del av ett vetenskapsexperiment; hon försökte testa fenomenet "Curé Syndrome", som gör så att vanföreställningar som tros på av flera personer och sprids blir till verklighet. Makoto var försöksobjektet i experimentet, som planerades involvera att han hade vanföreställningen att han kunde förutse framtiden, vilket han visade sig kunna.
Izumi föreslår att Makoto blev lurad av henne och Okuhiko under de första sex dagarna, men att han hade trott att han hade minnen av en tidsresa istället för att ha haft förutsägelser av framtiden. När Izumi dog den 6 april och Makoto ville åka bakåt i tiden hade Curé Syndrome manifesterat. Hon föreslår att när han trodde att han hade rest bakåt i tiden hade han egentligen bara fantiserat om ett annat förflutet där händelserna utspelade sig annorlunda, och att han hade givit sig själv allt fler delar av sina minnen av veckan i form av "förutsägelser" för varje loop; i den sista loop hade han givit sig själv alla sina minnen förutom vetskapen att han upplevde en vanföreställning och inte verkligheten. Hon säger att när Makoto har lyckats rädda henne kommer han att bli fri från vanföreställningen, som kommer bli till verklighet. Makoto vägrar att tro henne, och säger att allting kring honom är verkligt, men börjar tvivla under veckans gång. Beroende på spelarens val förgrenar sig rutten ytterligare och leder till två olika slut. I en av den verkar Makotos vanföreställningar förändra verkligheten, men visar sig vara en rad sammanträffanden. I den andra förändrar vanföreställningarna verkligheten, och Makoto vaknar på botten av klippan han föll ner från i slutet av den föregående loopen, skadad efter att ha skyddat Izumi under fallet. Vad som är verkligt och vad som är en vanföreställning, och huruvida Makoto har tagit sig till verkligheten eller är fast i sin vanföreställning, lämnas osvarat.

## Utveckling
Spelet regisserades av Takumi Nakazawa, medan Kotaro Uchikoshi hade hand om planering och manus. Utvecklingen började omedelbart efter att Uchikoshis föregående visuella roman, Memories Off, hade fullbordats. Han kunde inte göra stor användning av science fiction-teman i Never 7 då hans överordnade på KID sade till honom att spelet behövde inkludera söta kvinnliga figurer för att sälja; han använde bara science fiction-teman till viss del, och spelet designades med ett fokus på dejting, med huvudfokuset att utveckla ett förhållande med en kvinnlig figur. Dreamcast-versionen introducerade nya scenarion som inte var tillgängliga i Playstation-versionen.
Utvecklingsteamet porträtterade verkligheten i Never 7:s värld som subjektiv och relativ istället för absolut. På grund av detta är varje rutts historia den enda som Makoto känner till och som är verklig för honom inom den rutten; Curé Syndrome existerar bara för honom i de rutter som det nämns i. Bjällrorna användes som symboler för hur verkligheten är relativ, och beskrevs av utvecklingsteamet som "vaga existenser"; de sade att man inte kan veta om de verkligen existerar. I det "dåliga slutet" på Izumis rutt är bjällrorna, som "borde vara fiktiva", kvar, medan något som borde existera försvinner; detta var en metafor för idén att vanföreställning blir till verklighet medan verkligheten blir till en vanföreställning. Spelets titel kommer från att Makoto inte kan bryta sig ur den oändliga tidsloopen och nå den 7 april, samt att de flesta av de sju figurerna dör vid något tillfälle under spelets gång. Det är även baserat på tron att 7 är ett turnummer. Utvecklingsteamet ville varken bekräfta eller förneka huruvida spelets värld är sammankopplad med den i Memories Off-serien, och sade att medan figurer med liknande namn kan dyka upp ville de låta spelare bestämma själva vad svaret är.
Spelets soundtrack komponerades av Takeshi Abo, och innehåller "geometrisk musik" på grund av spelets teoretiska teman och science fiction-element. Innan han komponerade musiken läste han spelets berättelse för att förstå miljön och alla figurernas personligheter så bra som möjligt. Han skrev ned anteckningar om sina intryck av handlingen, med ett fokus på det "emotionella flödet" och de händelser som inträffar genom berättelsens gång; han ansåg sina första intryck vara väldigt viktiga för detta. Enligt Abo tar den här metoden lång tid, men möjliggör bättre musik med en starkare koppling till spelets värld. Abo uppskattade berättelsen, vilket fick som följd att musiken reflekterade hans egen musiksmak. Öppnings- och slutsekvensernas låtar i Playstation Portable-versionen, som heter "Sen Oku no Hoshikuzu Furasu Yoru no Sora" respektive "Hokorobishi Hana", framfördes av bandet Asriel.

## Lansering
Spelet gavs först ut av KID till Playstation under titeln Infinity den 23 mars 2000. En Neo Geo Pocket-version, Infinity Cure, gavs ut den 23 november 2000, även den av KID. Den 21 december 2000 gav KID ut en Dreamcast-version, Never 7: The End of Infinity; den här versionen gavs även ut till Microsoft Windows den 26 oktober 2001 och till Playstation 2 den 22 maj 2003. Den 3 mars 2005 gavs spelet ut till Macintosh-datorer genom tjänsten "GameX for Mac". Cyberfront gav ut spelet till Playstation Portable den 12 mars 2009, till Android den 28 augusti 2012 och till IOS den 11 september samma år.

## Mottagande
| Mottagande      | Mottagande          |
| Recensionsbetyg | Recensionsbetyg     |
| Publikation     | Betyg               |
| --------------- | ------------------- |
| Famitsu         | 26/40 (Playstation) |
| RPGFan          | 92% (Dreamcast)     |

I recensioner efter spelets lansering uppskattades spelets science fiction-teman. Neal Chandran på RPGFan kallade handlingen utmärkt och uppskattade att berättelsen är en "personlig, figur-driven, känslosam och mänsklig berättelse baserad på ljuv romantik" istället för en apokalyptisk "besegra skurken-berättelse". Han uppskattade även att spelets interaktivitet är på ett mer personligt plan än i äventyrsspel och datorrollspel som han hade spelat. Han gillade spelets tempo och kvaliteten på dess manus, och sade att musiken var bra och passade spelets stämning. Han tyckte inte att spelets grafik var något utöver det vanliga, men var imponerad av figurdesignerna, speciellt designen för figuren Haruka. En skribent för Famitsu kallade däremot spelets stämning tråkigt från början till slut i en recension av Playstation-versionen.
Playstation Portable-versionen var årets 967:e bäst säljande datorspel i Japan år 2009, med 4 250 sålda exemplar.

### Eftermäle
Efter Never 7 utvecklades fyra till Infinity-spel: Ever 17: The Out of Infinity, Remember 11: The Age of Infinity, 12 Riven: The Psi-Climinal of Integral och Code_18; Nakazawa arbetade på Ever 17 och Remember 11 och Uchikoshi arbetade på alla utom Code_18. Då science fiction-elementen i Never 7 blev positivt mottagna av kritiker, fokuserade Uchikoshi mer och mer på science fiction och mindre och mindre på dejting med varje spel; Remember 11 hade inga dejting-element alls. Ursprungligen planerades inte Never 7 att vara en del av en serie, men under utvecklingen av Ever 17 beslutades det att koppla samman de två spelens världar.